# 28.ª Bienal Internacional de Arte de São Paulo
A 28ª Bienal Internacional de Arte de São Paulo foi realizada entre os dias 26 de outubro a 6 de dezembro de 2008 no Pavilhão Ciccillo Matarazzo do Parque do Ibirapuera e recebeu o título de "Em Vivo Contato". A curadoria ficou a cargo de Ivo Mesquita e Ana Paula Cohen.
A Bienal propôs um formato diferente de suas edições anteriores, oferecendo uma plataforma para observação e reflexão sobre a cultura e o sistema das bienais no circuito de arte internacional. Para isso, articularam-se estratégias de exposição, debate e difusão, tendo a sua própria experiência como um estudo de caso, considerando as profundas mudanças ocorridas no contexto cultural específico em que ela se estabelece (do Brasil e da América Latina), bem como aqueles que ocorrem mundo afora, devido à globalização das relações econômicas e culturais, e à popularização da arte contemporânea por meio de exposições em museus, feiras e bienais.

## Artistas participantes
| - Marina Abramovic - Eija-Liisa Ahtila - Vasco Araújo - Armin Linke/ Peter Hanappe - Micol Assaël - Assume Vivid Astro Focus - Sarnath Banerjee - Erick Beltrán - Mabe Bethônico - Leya Mira Brander - Fernando Bryce - Sophie Calle - Mircea Cantor - Iran do Espírito Santo - Ângela Ferreira - Fischerspooner - Peter Friedl - Israel Galván - Goldin+Senneby - O Grivo - Carsten Höller | - Maurício Ianês - Joan Jonas - Dora Longo Bahia - Cristina Lucas - Rubens Mano - Allan McCollum - João Modé - Matt Mullican - Carlos Navarrete - Rivane Neuenschwander - Javier Peñafiel - Alexander Pilis - Paul Ramírez Jonas - Nicolás Robbio - Joe Sheehan - Gabriel Sierra - Valeska Soares - Los Super Elegantes - Vibeke Tandberg - Carla Zaccagnini - Anarcademia |

## Catálogo
O catálogo da 28ª Bienal teve o formato arrojado de oito jornais periódicos, distribuídos gratuitamente nas ruas da cidade de São Paulo. Juntos, os oito fascículos do "28b", como foi chamado, formam o catálogo que contou com a gramática do jornal para atingir o leitor de outra maneira. Cada um dos números contou com 50 mil exemplares, repletos de intervenções artísticas, fotos, notícias, perfis, ensaios, histórias em quadrinho e até horóscopo.

## Crítica
A bienal não foi bem vista por algumas mídias nacionais, principalmente pela Folha de S.Paulo. O Estado de S. Paulo, no entanto, cobriu o evento de forma menos parcial, publicando entrevistas na íntegra com os curadores e matérias sobre a programação do evento, seu encerramento e o relatório final enviado pela equipe curatorial à instituição. Entre os artistas nacionais, as opiniões também ficaram divididas: se, para Paulo Pasta "quando a obra está ausente, tudo se empobrece", para Ricardo Basbaum o ponto que lhe parece "mais forte e significativo na 28a edição da Bienal de São Paulo [...] [é] o oferecimento público da transparência dos gestos de construção do evento".
Internacionalmente, a 28 Bienal de São Paulo teve uma crítica positiva e foi considerada como um marco na história das bienais. Em artigo para a Frieze Magazin, Jens Hoffmann destaca que a 28a Bienal de São Paulo Em vivo contato "foi uma resposta inspirada às suas próprias circunstâncias difíceis, e é preciso aplaudir os curadores, que navegaram com sucesso em um campo minado desconcertante de política burocrática, cortes de orçamento e lutas de poder, para trazer ao seu público um discurso artístico e curatorial sofisticado."

## Pichação
No dia da abertura um grupo formado por cerca de 40 pichadores invadiu o pavilhão no Parque do Ibirapuera e pichou parte do segundo andar que se encontrava vazio (como proposto pela própria curadoria para discutir a questão do "vazio" na arte). Apenas uma jovem de 23 anos foi detida. Identificada como Caroline Pivetta, ficou presa por 54 dias e em 19 de dezembro de 2008 o Tribunal de Justiça de São Paulo concedeu um habeas corpus para que ela pudesse responder o processo em liberdade. Aproximadamente um mês após sua soltura, a pichadora foi detida em flagrante com outras duas amigas tentando furtar uma loja na zona sul de São Paulo. Em 26 de novembro de 2009, foi condenada a quatro anos de prisão, em regime semiaberto, por formação de quadrilha e destruição de bem protegido por lei.
Parte do grupo que invadiu e pichou a 28ª da Bienal foi convidada a participar do time de artistas da 29ª edição da mostra, em 2010. A curadoria, no entanto, foi surpreendida pelo grupo, que mesmo tendo seus trabalhos expostos no pavilhão, invadiu a instalação "Bandeira Branca" do artista Nuno Ramos, e pichou a estrutura da obra.
Em 2012 o mesmo grupo foi convidado a participar da Bienal de Berlim, na Alemanha. Durante um workshop, os integrantes picharam uma igreja e, em seguida, jogaram um balde de tinta no curador do evento.